# كانو (فنان قصص مصورة)
كانو (بالإسبانية: Kano)‏ هو فنان قصص مصورة إسباني، ولد في 1973 في برشلونة في إسبانيا.

## وصلات خارجية
- الموقع الرسمي